# Internet Explorer开发人员工具
Internet Explorer开发人员工具（Internet Explorer Developer Tools，曾叫做Internet Explorer Developer Toolbar）是Internet Explorer的帮助网页设计与调试的一个组件。在Internet Explorer 6和Internet Explorer 7中，它作为一种工具栏被引进。Internet Explorer 8及更新的版本则内置此组件。它允许验证CSS和HTML，在不同分辨率下预览页面布局，还提供一个（以像素为单位的）标尺用于辅助元素的定位。它允许查看整个页面的源代码，具有语法高亮便于导航，或者选择其中元素，也可以查看DOM源和应用于该元素的CSS选择器。它同样允许查看单个元素的属性和样式，也可以跟踪元素的样式至它的声明处。
这个工具包括一个在窗体底部的可开关面板。该面板展示了网页的结构；并且为每一个结构，展示其属性和样式。它通过一个菜单的层次结构展示它的特性，也包括用以快速访问一些特性—如清空浏览器缓存—的工具栏按钮，和允许通过在已渲染的页面中点击来选择元素，而不是仅仅通过DOM树的可视化显示来导航。